# Sacco e Vanzetti
Sacco e Vanzetti é um filme franco-italiano de 1971 dirigido por Giuliano Montaldo.
Por esse filme, o ator Riccardo Cucciolla, que interpretou Nicola Sacco, conquistou o Prêmio de Interpretação Masculina no Festival de Cannes.

## Elenco
Gian Maria Volonté: Bartolomeo Vanzetti
- Riccardo Cucciolla: Nicola Sacco
- Cyril Cusack: Frederick Katzmann
- Rosanna Fratello: Rosa Sacco
- Geoffrey Keen: juiz Webster Thayer
- Milo O'Shea: Fred Moore
- William Prince: William Thompson
- Armenia Balducci: Virginia